# Comercial-SP no Campeonato Brasileiro
Ao todo, o Comercial-SP participou 8 vezes do Campeonato Brasileiro, disputando três das quatro divisões do futebol nacional. Suas participações foram: duas vezes na Série A (1978 e 1979); duas vezes na Série B (1980 e 1981); e quatro vezes na Série C (1996, 2000, 2002 e 2003). O time ainda não disputou apenas a Série D, criada recentemente.
| Ano  | Série   | Colocação |
| 1978 | Série A | 42º       |
| 1979 | Série A | 14º       |
| 1980 | Série B | 6º        |
| 1981 | Série B | 31º       |
| 1996 | Série C | 34º       |
| 2000 | Série C | 107º      |
| 2002 | Série C | 39º       |
| 2003 | Série C | 84º       |

## Seletiva da CBD 1977
Para chegar ao Brasileirão de 1978, o Comercial teve de vencer uma seletiva nacional criada em 1977 pelo então presidente da CBD, Helio Nunes, que definiria qual time de Ribeirão Preto disputaria aquele torneio. A seletiva teve os seguintes resultados:
| Data       | Confronto                    | Estádio                 | Cidade         |
| ---------- | ---------------------------- | ----------------------- | -------------- |
| 06/10/1977 | Botafogo-SP 0–1 Comercial-SP | Estádio Santa Cruz      | Ribeirão Preto |
| 09/10/1977 | Comercial-SP 1-1 Botafogo-SP | Estádio Palma Travassos | Ribeirão Preto |
| 16/10/1977 | Botafogo-SP 1-1 Comercial-SP | Estádio Santa Cruz      | Ribeirão Preto |

## Série A
Na Série A, a principal divisão do futebol nacional, o Comercial estreou em 1978, após vencer uma Seletiva organizada pela CBD. A vitória na Seletiva de 1977, em cima do seu maior rival, o Botafogo-SP, garantiu o acesso do Leão à elite nacional.
Em 1979, o Comercial repetiu sua participação em Brasileirão da Série A, disputando o torneio que teve, até agora, o maior número de participantes da história, 94 times. Apesar da boa campanha que o Bafo obteve no final, terminando em 14º entre os 94 participantes, o clube enfrentou problemas no decorrer da competição, principalmente com o técnico Daltro Menezes, que acabou demitido, e teve que ver um jogador de linha, Pedro Omar, assumir as funções de jogador e técnico.
Apesar de não ser rebaixado em 1979, o clube acabou indo disputar a Série B em 1980, com a reorganização do futebol nacional. Assim, na Série A, o time teve as seguintes participações:
| Todas as campanhas do Comercial no Brasileiro Série A | Todas as campanhas do Comercial no Brasileiro Série A | Todas as campanhas do Comercial no Brasileiro Série A | Todas as campanhas do Comercial no Brasileiro Série A | Todas as campanhas do Comercial no Brasileiro Série A | Todas as campanhas do Comercial no Brasileiro Série A | Todas as campanhas do Comercial no Brasileiro Série A | Todas as campanhas do Comercial no Brasileiro Série A | Todas as campanhas do Comercial no Brasileiro Série A | Todas as campanhas do Comercial no Brasileiro Série A | Todas as campanhas do Comercial no Brasileiro Série A | Todas as campanhas do Comercial no Brasileiro Série A | Todas as campanhas do Comercial no Brasileiro Série A | Todas as campanhas do Comercial no Brasileiro Série A |
| Edição                                                | Edição                                                | PG                                                    | J                                                     | V                                                     | E                                                     | D                                                     | PE                                                    | GP                                                    | GC                                                    | SG                                                    | Eliminação                                            | Posição/Participantes                                 | Artilheiro do time no campeonato                      |
| ----------------------------------------------------- | ----------------------------------------------------- | ----------------------------------------------------- | ----------------------------------------------------- | ----------------------------------------------------- | ----------------------------------------------------- | ----------------------------------------------------- | ----------------------------------------------------- | ----------------------------------------------------- | ----------------------------------------------------- | ----------------------------------------------------- | ----------------------------------------------------- | ----------------------------------------------------- | ----------------------------------------------------- |
| 42                                                    | Brasileiro 1978                                       | 16                                                    | 19                                                    | 4                                                     | 7                                                     | 8                                                     | 1                                                     | 14                                                    | 19                                                    | -5                                                    | 2ª Fase                                               | 42º/74                                                | Jáder (5 gols)                                        |
| 14                                                    | Brasileiro 1979                                       | 10                                                    | 10                                                    | 4                                                     | 2                                                     | 4                                                     | 11                                                    | 15                                                    | -4                                                    | 10                                                    | 3ª Fase                                               | 14º/94                                                | Anselmo e Luís Alberto (3 gols)                       |

### Brasileirão 1978
A campanha comercialina na sua estréia em Brasileirões não foi tão boa quanto o esperado. O time fez 19 jogos, venceu 4, perdeu 8 e empatou sete. Caiu na Segunda Fase e terminou em 42º lugar entre os 74 participantes.
O maior destaque do Bafo naquele torneio foi um empate com o Flamengo, em Ribeirão Preto, e o artilheiro do time naquele torneio foi Jáder, com 5 gols. A maior vitória do Comercial nesse campeonato aconteceu em Palma Travassos, pelo placar de 3 a 0 sobre o River do Piauí. O mesmo placar também foi a maior derrota comercialina naquele campeonato, 0 a 3 para o Botafogo-RJ.
- PRIMEIRA FASE

| Data       | Confronto                                |
| ---------- | ---------------------------------------- |
| 26/03/1978 | Noroeste 0–1 Comercial-SP                |
| 02/04/1978 | Comercial-SP 0-1 São Paulo               |
| 06/04/1978 | Comercial-SP 0-0 Fortaleza-CE            |
| 09/04/1978 | Comercial-SP 3-0 River-PI                |
| 12/04/1978 | Ceará Sporting-CE 1-2 Comercial-SP       |
| 16/04/1978 | Flamengo-PI 1-1 Comercial-SP             |
| 20/04/1978 | Sampaio Corrêa-MA 1-2 Comercial-SP       |
| 23/04/1978 | Comercial-SP 1-1 Botafogo-SP             |
| 30/04/1978 | Palmeiras 2-1 Comercial-SP               |
| 07/05/1978 | Comercial-SP 0-1 América de Rio Preto-SP |
| 11/05/1978 | Comercial-SP 0-0 Moto Club-MA            |

- SEGUNDA FASE

| Data       | Confronto                    |
| ---------- | ---------------------------- |
| 21/05/1978 | Sport 0–0 Comercial-SP       |
| 24/05/1978 | América-RJ 2-0 Comercial-SP  |
| 07/06/1978 | Corinthians 1-0 Comercial-SP |
| 10/06/1978 | Comercial-SP 1-1 Flamengo    |
| 13/06/1978 | Comercial-SP 2-2 Juventude   |
| 17/06/1978 | Botafogo-SP 1-0 Comercial-SP |
| 22/06/1978 | Botafogo 3-0 Comercial-SP    |
| 24/06/1978 | Operário-MS 1-0 Comercial-SP |

### Brasileirão 1979
Em 1979 o Bafo repetiu sua participação em Brasileirão, naquele que é o torneio com o maior número de participantes da história, 94 times. Apesar da boa campanha que o Bafo obteve no final, terminando em 14º entre os 94 participantes, o clube enfrentou problemas no decorrer da competição, principalmente com o técnico Daltro Menezes, que acabou demitido, e teve que ver um jogador de linha, Pedro Omar, assumir as funções de jogador e técnico.
No Brasileirão de 1979, o Comercial não disputou a primeira fase, entrando diretamente na segunda fase. Se classificou em segundo lugar no grupo para a terceira fase, atrás apenas do Cruzeiro, mas acabou eliminado na etapa seguinte. Apesar de não ser rebaixado em 1979, o clube acabou indo disputar a Série B em 1980, com a reorganização do futebol nacional. Como curiosidade desse torneio, o time não conseguiu ganhar com nenhuma goleada, sendo que todas as suas vitórias nesse torneio foram pelo placar minimo de 1 a 0. O time não goleou, mas acabou goleado, perdendo de 5 a 1 para o Palmeiras. Anselmo e Luís Alberto foram os artilheiros do Leão no torneio, com 3 gols cada.
- PRIMEIRA FASE

Não disputou. Entrou direto na segunda fase.
- SEGUNDA FASE

| Data       | Confronto                               |
| ---------- | --------------------------------------- |
| 07/11/1979 | Comercial-SP 1–0 Uberaba-MG             |
| 10/11/1979 | Villa Nova-MG 1-0 Comercial-SP          |
| 15/11/1979 | Cruzeiro 2-1 Comercial-SP               |
| 18/11/1979 | Comercial-SP 2-3 Dom Bosco-MT           |
| 21/11/1979 | Comercial-SP 1-0 Americano de Campos-RJ |
| 25/11/1979 | Leônico-BA 1-1 Comercial-SP             |
| 28/11/1979 | Comercial-SP 1-0 CSA-AL                 |

- TERCEIRA FASE

| Data       | Confronto                     |
| ---------- | ----------------------------- |
| 02/12/1979 | Palmeiras 5–1 Comercial-SP    |
| 02/12/1979 | Comercial-SP 0-2 Flamengo     |
| 09/12/1979 | São Bento-SP 2-2 Comercial-SP |

### Estatísticas da Série A
Todos os confrontos
Estatística de todos os confrontos do Comercial na Série A
| Time           | Estado             | Jogos | Vitórias | Empates | Derrotas | Gols Pró | Gols Contra | Saldo de Gols |
| -------------- | ------------------ | ----- | -------- | ------- | -------- | -------- | ----------- | ------------- |
| Botafogo-SP    | São Paulo          | 2     | 0        | 1       | 1        | 1        | 2           | 1-            |
| Flamengo       | Rio de Janeiro     | 2     | 0        | 1       | 1        | 1        | 3           | 2-            |
| Palmeiras      | São Paulo          | 2     | 0        | 0       | 2        | 2        | 7           | 5-            |
| River-PI       | Piauí              | 1     | 1        | 0       | 0        | 3        | 0           | 3             |
| Ceará          | Ceará              | 1     | 1        | 0       | 0        | 2        | 1           | 1             |
| Sampaio Corrêa | Maranhão           | 1     | 1        | 0       | 0        | 2        | 1           | 1             |
| Noroeste       | São Paulo          | 1     | 1        | 0       | 0        | 1        | 0           | 1             |
| Americano-RJ   | Rio de Janeiro     | 1     | 1        | 0       | 0        | 1        | 0           | 1             |
| Uberaba        | Minas Gerais       | 1     | 1        | 0       | 0        | 1        | 0           | 1             |
| CSA            | Alagoas            | 1     | 1        | 0       | 0        | 1        | 0           | 1             |
| Juventude      | Rio Grande do Sul  | 1     | 0        | 1       | 0        | 2        | 2           | 0             |
| São Bento      | São Paulo          | 1     | 0        | 1       | 0        | 2        | 2           | 0             |
| Flamengo-PI    | Piauí              | 1     | 0        | 1       | 0        | 1        | 1           | 0             |
| Leônico        | Bahia              | 1     | 0        | 1       | 0        | 1        | 1           | 0             |
| Moto Club-MA   | Maranhão           | 1     | 0        | 1       | 0        | 0        | 0           | 0             |
| Sport-PE       | Pernambuco         | 1     | 0        | 1       | 0        | 0        | 0           | 0             |
| Fortaleza      | Ceará              | 1     | 0        | 1       | 0        | 0        | 0           | 0             |
| Dom Bosco      | Mato Grosso        | 1     | 0        | 0       | 1        | 2        | 3           | 1-            |
| Cruzeiro       | Minas Gerais       | 1     | 0        | 0       | 1        | 1        | 2           | 1-            |
| América-SP     | São Paulo          | 1     | 0        | 0       | 1        | 0        | 1           | 1-            |
| São Paulo      | São Paulo          | 1     | 0        | 0       | 1        | 0        | 1           | 1-            |
| Corinthians    | São Paulo          | 1     | 0        | 0       | 1        | 0        | 1           | 1-            |
| Operário-MS    | Mato Grosso do Sul | 1     | 0        | 0       | 1        | 0        | 1           | 1-            |
| Villa Nova-MG  | Minas Gerais       | 1     | 0        | 0       | 1        | 0        | 1           | 1-            |
| América-RJ     | Rio de Janeiro     | 1     | 0        | 0       | 1        | 0        | 2           | 2-            |
| Botafogo-RJ    | Rio de Janeiro     | 1     | 0        | 0       | 1        | 0        | 3           | 3-            |

Por Estado
Os confrontos do Comercial divididos por estado na Série A do Brasileiro:
| Estado             | Jogos | Vitórias | Empates | Derrotas | Gols Pró | Gols Contra | Saldo de Gols |
| ------------------ | ----- | -------- | ------- | -------- | -------- | ----------- | ------------- |
| São Paulo          | 9     | 1        | 2       | 6        | 6        | 14          | 8-            |
| Rio de Janeiro     | 5     | 1        | 1       | 3        | 2        | 8           | 6-            |
| Minas Gerais       | 3     | 1        | 0       | 2        | 2        | 3           | 1-            |
| Piauí              | 2     | 1        | 1       | 0        | 4        | 1           | 3             |
| Ceará              | 2     | 1        | 0       | 1        | 2        | 1           | 1             |
| Maranhão           | 2     | 1        | 0       | 1        | 2        | 1           | 1             |
| Alagoas            | 1     | 1        | 0       | 0        | 1        | 0           | 1             |
| Rio Grande do Sul  | 1     | 0        | 1       | 0        | 2        | 2           | 0             |
| Bahia              | 1     | 0        | 1       | 0        | 1        | 1           | 0             |
| Pernambuco         | 1     | 0        | 1       | 0        | 0        | 0           | 0             |
| Mato Grosso        | 1     | 0        | 0       | 1        | 2        | 3           | 1-            |
| Mato Grosso do Sul | 1     | 0        | 0       | 1        | 0        | 1           | 1-            |

## Série B
Vindo da Série A após a reestruturação do futebol nacional, o Leão jogou a Série B em 1980 e 1981. Chegou ao 6º lugar em 1980, mas não conseguiu repetir o feito no ano seguinte. Depois desse torneio, ficaria 15 anos fora do Brasileirão.

### Taça de Prata 1980
A reestruturação do campeonato nacional de futebol levou o Comercial à segunda divisão de 1980 do Brasileiro mesmo com a 14ª colocação na primeira divisão do ano anterior. Na estréia da Taça de Prata, novo nome da segunda divisão nacional, o Bafo acabou em sexto lugar.
- PRIMEIRA FASE

| Data       | Confronto                          |
| ---------- | ---------------------------------- |
| 24/02/1980 | Comercial-SP 0–0 Londrina-PR       |
| 27/02/1980 | Juventude-RS 1-3 Comercial-SP      |
| 02/03/1980 | Comercial-SP 1-1 Brasil de Pelotas |
| 09/03/1980 | Criciúma-SC 0-1 Comercial-SP       |
| 12/03/1980 | Chapecoense 0-2 Comercial-SP       |
| 16/03/1980 | Comercial-SP 3-0 Juventus-SP       |
| 22/03/1980 | Athlético-PR 0-0 Comercial-SP      |

- SEGUNDA FASE

| Data       | Confronto                      |
| ---------- | ------------------------------ |
| 06/04/1980 | SER Caxias-RS 1–0 Comercial-SP |
| 13/04/1980 | Comercial 3-2 Uberlândia-MG    |
| 20/04/1980 | CSA 2-1 Comercial-SP           |
| 27/04/1980 | Comercial-SP 3-0 Tuna Luso-PA  |

### Taça de Prata 1981
Sem conseguir subir em 1980, o Bafo voltou a disputar a segunda divisão em 1981. Eliminado na primeira fase, acabaria em 31º lugar na competição.
- PRIMEIRA FASE

| Data       | Confronto                         |
| ---------- | --------------------------------- |
| 11/01/1981 | Uberaba-MG 3–0 Comercial-SP       |
| 14/01/1981 | Comercial-SP 3-1 América-MG       |
| 17/01/1981 | Comercial-SP 1-0 Volta Redonda-RJ |
| 21/01/1981 | São Bento-SP 3-1 Comercial-SP     |
| 25/01/1981 | Vitória-ES 1-1 Comercial-SP       |
| 28/01/1981 | Comercial-SP 1-2 Americano-RJ     |
| 02/02/1981 | América-RJ 1-1 Comercial-SP       |

### Estatísticas da Série B
Estatística de todos os confrontos do Comercial na Série B
| Time              | Estado                  | Jogos | Vitórias | Empates | Derrotas | Gols Pró | Gols Contra | Saldo de Gols |
| ----------------- | ----------------------- | ----- | -------- | ------- | -------- | -------- | ----------- | ------------- |
| Tuna Luso         | Pará                    | 1     | 1        | 0       | 0        | 3        | 0           | 3             |
| Juventus          | São Paulo               | 1     | 1        | 0       | 0        | 3        | 0           | 3             |
| América-MG        | Minas Gerais            | 1     | 1        | 0       | 0        | 3        | 1           | 2             |
| Juventude         | Rio Grande do Sul       | 1     | 1        | 0       | 0        | 3        | 1           | 2             |
| Chapecoense       | Santa Catarina          | 1     | 1        | 0       | 0        | 2        | 0           | 2             |
| Uberlândia        | Minas Gerais            | 1     | 1        | 0       | 0        | 3        | 2           | 1             |
| Criciúma          | Santa Catarina          | 1     | 1        | 0       | 0        | 1        | 0           | 1             |
| Volta Redonda     | Rio de Janeiro          | 1     | 1        | 0       | 0        | 1        | 0           | 1             |
| Brasil de Pelotas | Rio Grande do Sul       | 1     | 0        | 1       | 0        | 1        | 1           | 0             |
| Vitória-ES        | Espírito Santo (estado) | 1     | 0        | 1       | 0        | 1        | 1           | 0             |
| América-RJ        | Rio de Janeiro          | 1     | 0        | 1       | 0        | 1        | 1           | 1             |
| Athletico-PR      | Paraná                  | 1     | 0        | 1       | 0        | 0        | 0           | 0             |
| Londrina          | Paraná                  | 1     | 0        | 1       | 0        | 0        | 0           | 0             |
| SER Caxias        | Rio Grande do Sul       | 1     | 0        | 0       | 1        | 0        | 1           | 1-            |
| CSA               | Alagoas                 | 1     | 0        | 0       | 1        | 1        | 2           | 1-            |
| Americano-RJ      | Rio de Janeiro          | 1     | 0        | 0       | 1        | 1        | 2           | 1-            |
| São Bento         | São Paulo               | 1     | 0        | 0       | 1        | 1        | 3           | 2-            |
| Uberaba           | Minas Gerais            | 1     | 0        | 0       | 1        | 0        | 3           | 3-            |

Por Estado
Os confrontos do Comercial divididos por estado na Série B do Brasileiro:
| Estado            | Jogos | Vitórias | Empates | Derrotas | Gols Pró | Gols Contra | Saldo de Gols |
| ----------------- | ----- | -------- | ------- | -------- | -------- | ----------- | ------------- |
| Minas Gerais      | 3     | 2        | 0       | 1        | 7        | 6           | 1             |
| Rio Grande do Sul | 3     | 2        | 0       | 1        | 4        | 3           | 1             |
| Rio de Janeiro    | 3     | 1        | 1       | 1        | 3        | 3           | 0             |
| Santa Catarina    | 2     | 2        | 0       | 0        | 3        | 0           | 3             |
| São Paulo         | 2     | 1        | 0       | 1        | 4        | 3           | 1             |
| Paraná            | 2     | 0        | 2       | 0        | 0        | 0           | 0             |
| Pará              | 1     | 1        | 0       | 0        | 3        | 0           | 3             |
| Espírito Santo    | 1     | 0        | 1       | 0        | 1        | 1           | 0             |
| Alagoas           | 1     | 0        | 0       | 1        | 1        | 2           | 1-            |

## Série C
A volta do Comercial a um Brasileirão aconteceu na Série C em 1996, mas o time acabou em 34º lugar. Em 2000, entrou na disputa do Módulo Branco da Copa João Havelange. Acabou ficando em 107º entre os 116 times participantes no geral - a Copa João Havelange considerou todos os times participantes na classificação final, sem distinção de módulos. O Bafo ainda voltou a disputar nacionais da Série C em 2002 e 2003, sem conseguir acessos. Desde então, não participou mais do Brasileirão.

### Série C 1996
De volta ao Brasileirão, o Comercial disputou a Série C de 1996. O clube fez oito jogos e foi eliminado logo na primeira fase, terminando em 34º lugar naquele campeonato.
- PRIMEIRA FASE

| Data       | Confronto                             |
| ---------- | ------------------------------------- |
| 25/08/1996 | União Bandeirante-PR 2–3 Comercial-SP |
| 01/09/1996 | Comercial-SP 2-3 Matsubara-PR         |
| 05/09/1996 | Comercial-SP 2-0 Corinthians PP-SP    |
| 11/09/1996 | Botafogo-SP 0-0 Comercial-SP          |
| 15/09/1996 | Comercial-SP 0-2 Botafogo-SP          |
| 22/09/1996 | Corinthians PP-SP 1-0 Comercial-SP    |
| 25/09/1996 | Matsubara-PR 1-4 Comercial-SP         |
| 29/09/1996 | Comercial-SP 0-0 União Bandeirante-PR |

### Copa João Havelange - Módulo Branco - 2000
Em 2000, o Comercial entrou na disputa do Módulo Branco da Copa João Havelange, a terceira divisão do torneio nacional daquele ano. O time fez 12 jogos no Grupo F e foi eliminado ainda na primeira fase. Devido a quantidade de clubes, terminou em 107º lugar no geral, sendo está, a pior colocação do Comercial em um campeonato, na sua história. Foi nesse campeonato que o clube sofreu sua maior goleada na história dos Brasileirões, quando perdeu de 1 a 7 para o Madureira-RJ.
- PRIMEIRA FASE

| Data       | Confronto                              |
| ---------- | -------------------------------------- |
| 06/08/2000 | Comercial-SP 1–1 Madureira-RJ          |
| 13/08/2000 | Malutrom-PR 3-0 Comercial-SP           |
| 17/08/2000 | Comercial-SP 2-1 Inter de Limeira-SP   |
| 20/08/2000 | Etti Jundiaí 3-0 Comercial-SP          |
| 23/08/2000 | Comercial-SP 1-0 União Bandeirante-PR  |
| 27/08/2000 | União Rondonópolis-MT 2-0 Comercial-SP |
| 06/09/2000 | União Bandeirante-PR 3-0 Comercial-SP  |
| 09/09/2000 | Comercial-SP 1-4 Etti Jundiaí-SP       |
| 13/09/2000 | Inter de Limeira 2-0 Comercial-SP      |
| 16/09/2000 | Comercial-SP 1-4 Malutrom-PR           |
| 19/09/2000 | Comercial-SP 2-1 União Rondonópolis-MT |
| 24/09/2000 | Madureira-RJ 7-1 Comercial-SP          |

### Série C 2002
De volta à Série C em 2002, esteve no grupo 13, composto apenas de times paulistas. Fez seis jogos e foi eliminado ainda na primeira fase. Terminou o torneio em 39º na classificação geral.
- PRIMEIRA FASE

| Data       | Confronto                          |
| ---------- | ---------------------------------- |
| 25/08/2002 | Ituano 2–0 Comercial-SP            |
| 01/09/2002 | Comercial-SP 0-0 Atlético Sorocaba |
| 06/09/2002 | Inter de Limeira 1-1 Comercial-SP  |
| 15/09/2002 | Comercial-SP 4-1 Inter de Limeira  |
| 20/09/2002 | Atlético Sorocaba 0-0 Comercial-SP |
| 25/09/2002 | Comercial-SP 1-1 Ituano            |

### Série C 2003
A última vez que disputou um Brasileiro, até o momento, o Comercial-SP participou da Série C de 2003, disputando 4 jogos em grupo formado apenas por times da região de Ribeirão Preto. Eliminado na primeira fase, terminou em 84º lugar no campeonato.
- PRIMEIRA FASE

| Data       | Confronto                    |
| ---------- | ---------------------------- |
| 17/09/2003 | Comercial-SP 2–3 Sertãozinho |
| 21/09/2003 | Botafogo-SP 1-1 Comercial-SP |
| 28/09/2003 | Comercial-SP 0-1 Botafogo-SP |
| 05/10/2003 | Sertãozinho 1-1 Comercial-SP |

### Estatísticas da Série C
Estatística de todos os confrontos do Comercial na Série C
| Time               | Estado         | Jogos | Vitórias | Empates | Derrotas | Gols Pró | Gols Contra | Saldo de Gols |
| ------------------ | -------------- | ----- | -------- | ------- | -------- | -------- | ----------- | ------------- |
| Inter de Limeira   | São Paulo      | 4     | 2        | 1       | 1        | 7        | 5           | 2             |
| União Bandeirante  | Paraná         | 4     | 2        | 1       | 1        | 4        | 3           | 1             |
| Botafogo-SP        | São Paulo      | 4     | 0        | 2       | 2        | 1        | 4           | 3-            |
| Matsubara-PR       | Paraná         | 2     | 1        | 0       | 1        | 6        | 4           | 2             |
| Corinthians PP     | São Paulo      | 2     | 1        | 0       | 1        | 2        | 1           | 1             |
| União Rondonópolis | Mato Grosso    | 2     | 1        | 0       | 1        | 2        | 3           | 1-            |
| Atlético Sorocaba  | São Paulo      | 2     | 0        | 2       | 0        | 0        | 0           | 0             |
| Sertãozinho        | São Paulo      | 2     | 0        | 1       | 1        | 3        | 4           | 1-            |
| Ituano             | São Paulo      | 2     | 0        | 1       | 1        | 1        | 3           | 2-            |
| Madureira          | Rio de Janeiro | 2     | 0        | 1       | 1        | 2        | 8           | 6-            |
| Malutrom           | Paraná         | 2     | 0        | 0       | 2        | 1        | 7           | 6-            |
| Etti Jundiaí       | São Paulo      | 2     | 0        | 0       | 2        | 7        | 1           | 6-            |

Por Estado
Os confrontos do Comercial divididos por estado na Série C do Brasileiro:
| Estado         | Jogos | Vitórias | Empates | Derrotas | Gols Pró | Gols Contra | Saldo de Gols |
| -------------- | ----- | -------- | ------- | -------- | -------- | ----------- | ------------- |
| São Paulo      | 18    | 3        | 7       | 8        | 21       | 18          | 3             |
| Paraná         | 8     | 3        | 1       | 4        | 11       | 14          | 3-            |
| Mato Grosso    | 2     | 1        | 0       | 1        | 2        | 3           | 1-            |
| Rio de Janeiro | 2     | 0        | 0       | 2        | 2        | 8           | 6-            |